# Eva Dickson
Eva Dickson, nacida Eva Lindström (Steninge Slott, Sigtuna, 8 de marzo de 1905 - Bagdad, marzo de 1938) fue una exploradora, piloto de rally, aviadora y escritora de viajes sueca. Fue la primera mujer en cruzar el desierto del Sahara en automóvil y es posible que haya sido la primera mujer piloto de rally de Suecia (1925) y la tercera mujer aviadora sueca (1923).

## Biografía

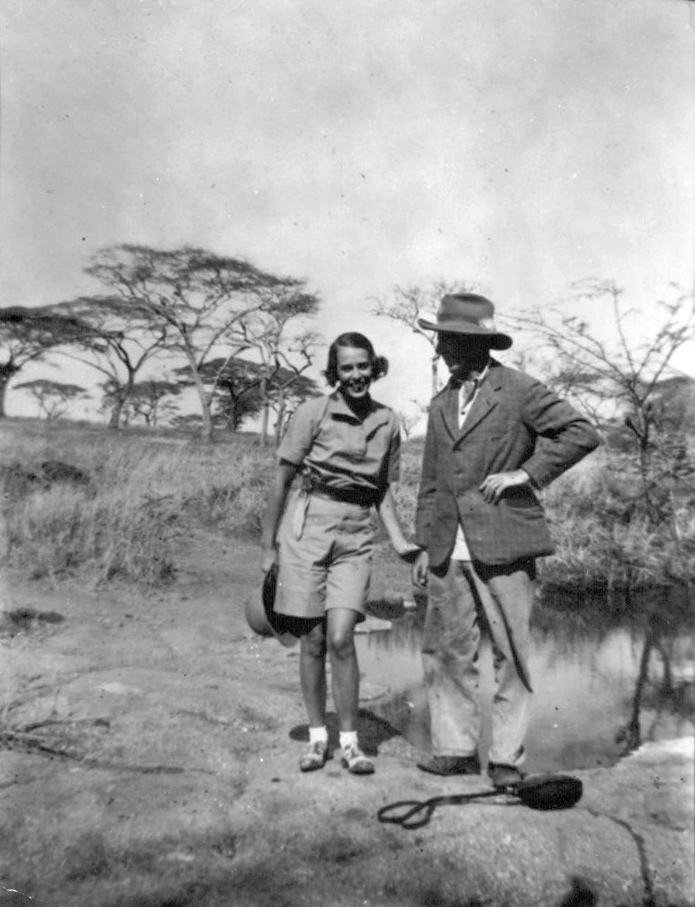
Eva Dickson y Bror von Blixen en África, 1935

### Primeros años
Fue hija  de Albert Lindström, administrador de granjas de cría de caballos, y de su esposa María. En 1925 se casó con el piloto de rally Olof Dickson, que la introdujo en el mundo de las carreras de coches. Compitió en numerosas carreras, incluso en carreras masculinas bajo el seudónimo de Anton Johansson. Eva Dickson perteneció a la élite del automovilismo sueco, y se la consideraba una conductora atrevida pero también imprudente. En 1930, Eva viajó en coche a París con una amiga, Linde Klinckowström-von Rosen. Olof y Eva se divorciaron en 1932 porque él no estaba de acuerdo con estos viajes.
Eva Dickson realizó numerosos viajes que atrajeron gran atención, y publicó guías turísticas y libros con descripciones de sus experiencias, como En Eva i Sahara – äventyr i heta zoner, [Una Eva en el Sahara: aventuras en zonas cálidas]. Financió sus viajes haciendo apuestas con personas adineradas.

### Estancias en África
En 1932, conoció al barón Bror von Blixen-Finecke, ex cónyuge de Karen Blixen, la autora de Memorias de África. Se conocieron en Kenia y pronto se convirtieron en amantes. Por una apuesta, en 1932 Eva condujo desde Nairobi a Estocolmo, convirtiéndose así en la primera mujer en cruzar el Sáhara en automóvil. Su compañero de viaje fue Hassan Ali, a quien Eva conoció el día de la partida camino del garaje en la capital keniana. El viaje a través de Kenia y Uganda transcurrió sin problemas, pero pronto encontraron contratiempos; los neumáticos del coche se hincharon por el calor y explotaron, Eva contrajo la malaria, pasaron hambre, sed y después de cuarenta días llegaron a Argel. El viaje continuó hasta llegar a Suecia, donde fueron recibidos con honores por el Real Automóvil Club de Estocolmo. 
En 1934, Eva Dickson regresó a Kenia con Blixen y participó en varias expediciones para cazar animales con destino a zoos y coleccionistas. Al año siguiente, ambos viajaron a Etiopía, donde Eva cubrió la crisis de Abisinia como corresponsal para el periódico sueco Vecko-Journalen. Salieron de Etiopía en mulas, en un viaje de unos dos mil kilómetros de regreso a Kenia.  
En 1936, Eva y Bror se casaron en la ciudad de Nueva York y pasaron su luna de miel navegando por Cuba y las Bahamas con Ernest Hemingway y su pareja Martha Gellhorn.  

### Viajes por Asia
En junio de 1937 Eva Dickson inició un viaje en coche desde Estocolmo a Pekín a través de la Ruta de la Seda. Convertirse en la primera persona en conducir por la Ruta de la Seda había sido su gran sueño durante mucho tiempo, y algo que quería hacer antes de establecerse con Bror en Kenia. Conduciendo sin compañeros, el viaje la llevó a través de Alemania, Polonia, Rumania, Turquía, Siria e Irán. Después de llegar a Afganistán, le aconsejaron desviarse por la India, ya que la ruta prevista se consideraba demasiado peligrosa para una mujer sola.
Cuando llegó a Calcuta, enfermó y fue tratada en un hospital con una cura de arsénico que empeoró su estado. Se estaba quedando sin dinero y se enteró de la noticia de la segunda guerra chino-japonesa, por lo que tuvo que renunciar a sus planes de llegar a Pekín. Aunque estaba débil, decidió regresar a Europa en coche. Para financiar su viaje, hizo una apuesta con un británico: regresaría a Europa más rápidamente en coche que en barco.
Llegó a Bagdad en marzo de 1938, y una noche, después de cenar en casa de unos amigos, perdió el control del coche en una curva pronunciada y se estrelló, muriendo inmediatamente. Bror von Blixen estaba de safari y no conoció la noticia hasta cuatro meses después, cuando regresó a Nairobi a finales de julio de 1938.